# Ёлки 10
«Ёлки 10» — российский комедийный новогодний фильм режиссёров Александры Лупашко, Сергея Наумова, а также продюсеров Евгения Кулика, Тимура Асадова, Лалы Рустамовой, Ары Хачатрян, Александра Пиковского, Альберта Загитова и так далее. Фильм, созданный российской компанией Bazelevs, выкупленной у Тимура Бекмамбетова, является десятой основной частью в серии фильмов, одиннадцатой по счёту, а также вторым и последним фильмом во второй последовательности. Также картина является прямым продолжением «Ёлок 9». Главные роли в ленте исполнили Юрий Кузнецов, Галина Польских, Борис Щербаков, Елена Валюшкина. Слоган фильма остался таким же, как и у девятой части: «Заходи на праздник!».
Фильм состоит из нескольких новелл, объединенных новогодней тематикой. Сюжеты включают истории о любви, дружбе, семейных ценностях и поиске счастья в канун Нового года. Например, одна из новелл рассказывает о девушке, которая пытается вернуть парня, увлеченного компьютерной игрой, заводя аккаунт в той же игре. Другая история повествует о пенсионерах, для которых внимание близких важнее исполнения желаний. В целом, фильм затрагивает темы одиночества, взаимопомощи и важности поддержки близких. Съемки проходили в Москве, Альметьевске и других локациях.
Премьера состоялась 7 декабря 2023 года — традиционно, перед главным зимним праздником. Фильм «Ёлки 10» был раскритикован критиками и пользователями на многих ресурсах. Первые отмечают потерю оригинальности и свежести, а также разочарование в направлении развития серии. Последние же жалуются на слишком частый выход новых частей, что приводит к усталости и снижению интереса. Также отмечается упрощение и повторение элементов из предыдущих фильмов, а также нереалистичность показанной России. Сборы фильма "Ёлки 10" в России и СНГ составили 381 023 150 рублей, а бюджет фильма составил 150 миллионов рублей, тем самым еле окупившись.
За ним в 2024 году последовали Ёлки 11.

## Сюжет
В новогоднюю ночь всегда есть место чуду, даже если ты вдруг перестал в него верить. Геннадьич, коротающий свой век в доме престарелых под Санкт-Петербургом, обретёт свою настоящую семью. Блогерше Ларисе из Тюмени предстоит узнать, на что ради своих близких готов решиться её супруг Валера, а Марине из Альметьевска (Татарстан) — научиться любить то, что действительно важно для её, а именно мужа Руслана. Начинающая геймерша Таня из Нижнего Новгорода поймёт, что настоящая любовь — это совсем не игра, ведь в самую волшебную ночь года каждый имеет шанс обрести своё персональное счастье. Комедия «Ёлки 10» — юбилейная часть — отдаёт дань первому фильму франшизы: новогодние истории вновь связаны теорией шести рукопожатий, но уже на новый лад.

## В ролях
| Актёр                     | Роль               |
| ------------------------- | ------------------ |
| Елена Валюшкина           | Лариса             |
| Галина Польских           | Тамара             |
| Юрий Кузнецов             | Петрович           |
| Борис Щербаков            | Геннадьич          |
| Регина Тодоренко          | мама Савелия       |
| Егор Корешков             | папа Савелия       |
| Филипп Киркоров           | в роли самого себя |
| Бедрос Киркоров           | в роли самого себя |
| Виталий Кищенко           | Валера             |
| Ольга Дибцева             | Алёна              |
| Александр Баширов         | Бугор              |
| Эльдар Калимулин          | Вадик              |
| Софья Присс               | Дочь               |
| Даня Киселёв              | Кирилл             |
| Владимир Ерёмин           | рассказчик         |
| Айдар Гараев              | Руслан             |
| Дарья Перова (Даша Дошик) | Катя               |

## Производство
18 октября 2022 года в Сети возникла новая информация, что продолжение девятого фильма серии, «Ёлки 10», тоже будет. Позже стало известно, что «Ёлки 10» выйдут в декабре 2023 года в преддверии Нового года и зимних каникул. Съёмки прошли в 2023 году. Для этого в город должна была приехать съёмочная группа кинокомпании «Базелевс» режиссёра Тимура Бекмамбетова. При этом отмечалось, что сам режиссёр вряд ли приедет в Россию. Сюжет картины на момент съёмок фильма держался в секрете, как и локации, выбранные для съёмок.
«Мы с семьёй пришли на любимый новогодний кинофильм. Видите, вырядился как клоун. Уверен, что в наступающем году выйдут „Ёлки 10“. Я сыграю, увидите!», — заявил Филипп Киркоров.
В январе 2023 года продюсеры студии «Базелевс» выкупили киностудию у Тимура Бекмамбетова. Сделка стала возможной после успеха в кинопрокате фильма «Ёлки 9».
В июле 2023 года на съёмочной площадке в Альметьевске в качестве актёров участвовали экс-капитан команды КВН «Союз» и ведущий музыкально-юмористического телешоу «Студия СОЮЗ» Айдар Гараев, а также звезда «Холопа» и «Последнего министра» Ольга Дибцева. Каст остальных новелл «Ёлок 10», как и сюжет в целом, на тот момент держался в тайне. Тем не менее, создатели картины обещали, что зрителей ждёт встреча как с актёрами, «любимыми многими поколениями россиян», так и с теми, кто популярен сегодня среди молодёжи. Трейлер фильма вышел за месяц до выхода фильма, 9 ноября, а расширенный и вовсе 6 декабря.

## Критика
Десятая лента вызвала массу критики и неодобрения как у профессиональных обозревателей, так и у широкой аудитории. Критический ресурс «Критиканство» предоставил данным проектам оценку в виде 42% одобрения, основанную на четырёх обзорах профессионалов индустрии. Эксперты сходятся во мнении, что десятая часть практически полностью утратила тот самый праздничный дух и эмоциональную теплоту, которыми славились первые ленты цикла. За годы существования сериал потерял собственную индивидуальность, растеряв оригинальные идеи и уникальные черты, которые привлекли внимание зрителей изначально. Отмечается, что дальнейшая деградация продукта привела к чувству разочарования у критиков, которые наблюдают, как некогда популярный жанр скатился в примитивизм и отсутствие фантазии.

Зрители оказались солидарны с критиками, продемонстрировав такую же острую негативную реакцию на новую ленту. Согласно многочисленным отзывам рядовых кинозрителей, общая усталость от чрезмерно частого появления очередных эпизодов стала одной из ключевых причин прохладного приёма. Регулярное производство лент в рамках одного бренда привело к потере интереса к проекту и ухудшению восприятия каждого последующего релиза. Ощущение переутомления усугубляется постоянным повторением знакомых клише и использованием аналогичных приёмов, ранее успешно применённых в предыдущих частях. Подобные методы приводят к общей деградации концепции и формируют негативное отношение к франшизе. Наиболее красноречиво об отношении массового зрителя свидетельствует рейтинг на крупнейшем отечественном портале «Кинопоиск»: лента набрала лишь  4,7 баллов из максимальных десяти. Данный показатель является одним из худших результатов в истории франшизы, уступающим лишь результатам восьмого фильма.
КиноРепортер
5 декабря 2023 года
Алексей Литовченко

Несмотря на внешнюю неизменность, внутреннее содержание «Ёлок» кардинально изменилось. То, что некогда радовало глаз яркими красками и душевностью историй, теперь стало тусклым и однообразным. Сюжет напоминает потрепанный старый свитер, потерявший форму и привлекательность. Фильм пытается сохранить привычный шарм прошлых серий, но делает это поверхностно и неумело. Создается впечатление, будто сценаристы утратили вдохновение и потеряли связь с аудиторией. Когда-то теплые новогодние встречи героев превратились в утомительные сценические номера, каждый из которых вызывает скорее чувство усталости, чем удовольствия.
Кино@mail.ru
6 декабря 2023 года
Борис Гришин

Подчеркнуть, что эта серия «Ёлок» разочаровала, значит повторить очевидное. Время показывает, что лучшие дни проекта позади. Современные попытки оживить канувшие традиции кажутся попыткой поймать ветер руками. Хотя персонажи стараются изо всех сил понравиться публике, ощущение пустоты остается. Нет ни захватывающих интриг, ни запоминающихся шуток, ни сильных эмоций. Каждая сцена словно копирует предыдущие эпизоды, лишаясь уникальности и глубины. Похоже, создатели надеялись на удачу, полагаясь исключительно на бренд, забывая о необходимости качественного наполнения картины.
TramVision
30 декабря 2023 года
Генрих Лиговский

Удивительно, насколько быстро зритель способен привыкнуть к фальши и пренебрежению деталями. Многие звёзды экрана показывают неплохое исполнение, выкладываясь по максимуму, пытаясь сделать мизерный бюджет сценария приемлемым. Им приходится играть роль плохих сценаристов, стараясь извлечь лучшее из роли плохого персонажа. Итоговая картина оставляет тягостное послевкусие вторичности и дешёвого подхода. Совершенно очевидно, что фильм рассчитан на тех, кому лень задуматься над содержательной стороной кинопродукции, предпочитающих простой развлекательный продукт, не несущий никакого глубокого смысла.
Uralweb.ru
13 декабря 2023 года
Василий Карпеев

Что говорить о фильме, когда видишь многократно пережёванную жвачку? Каждый новый эпизод ощущается пресным и бессмысленным. История фильмов «Ёлки» полна случайных совпадений и глупостей, заставляющих задаваться вопросом: зачем смотреть то, что уже видели десятки раз? Убери световые декорации и радостные лица, и останется только штампованный каркас старого шаблона. Кажется, никто не задумывается о том, почему аудитория устаёт от одних и тех же лиц и ситуаций. Нужна смелость для радикальных изменений, но пока её недостаточно, и мы получаем очередной невыразительный релиз.

## Кассовые сборы
Альманах «Ёлки 10» освоил на старте 111,53 миллиона рублей при средней посещаемости 15 человек в зале на каждом сеансе.

## Будущее
Кинокомпания Bazelevs Тимура Бекмамбетова разрабатывает новую, одиннадцатую часть новогодней франшизы «Ёлки». Об этом в среду, 15 мая, сообщил телеграм-канал «Новости кинопроизводства». РБК Life направил запрос в пресс-службу кинокомпании. «Стабильная стабильность. Вы можете перестать резать оливье на Новый год (если режете), но в декабре в прокате всё равно будут „Ёлки“», — говорится в публикации. По мнению инсайдеров, новая картина может стать очередной перезагрузкой франшизы. Одним из авторов сценария выступит Пётр Внуков.